# فاوکووو

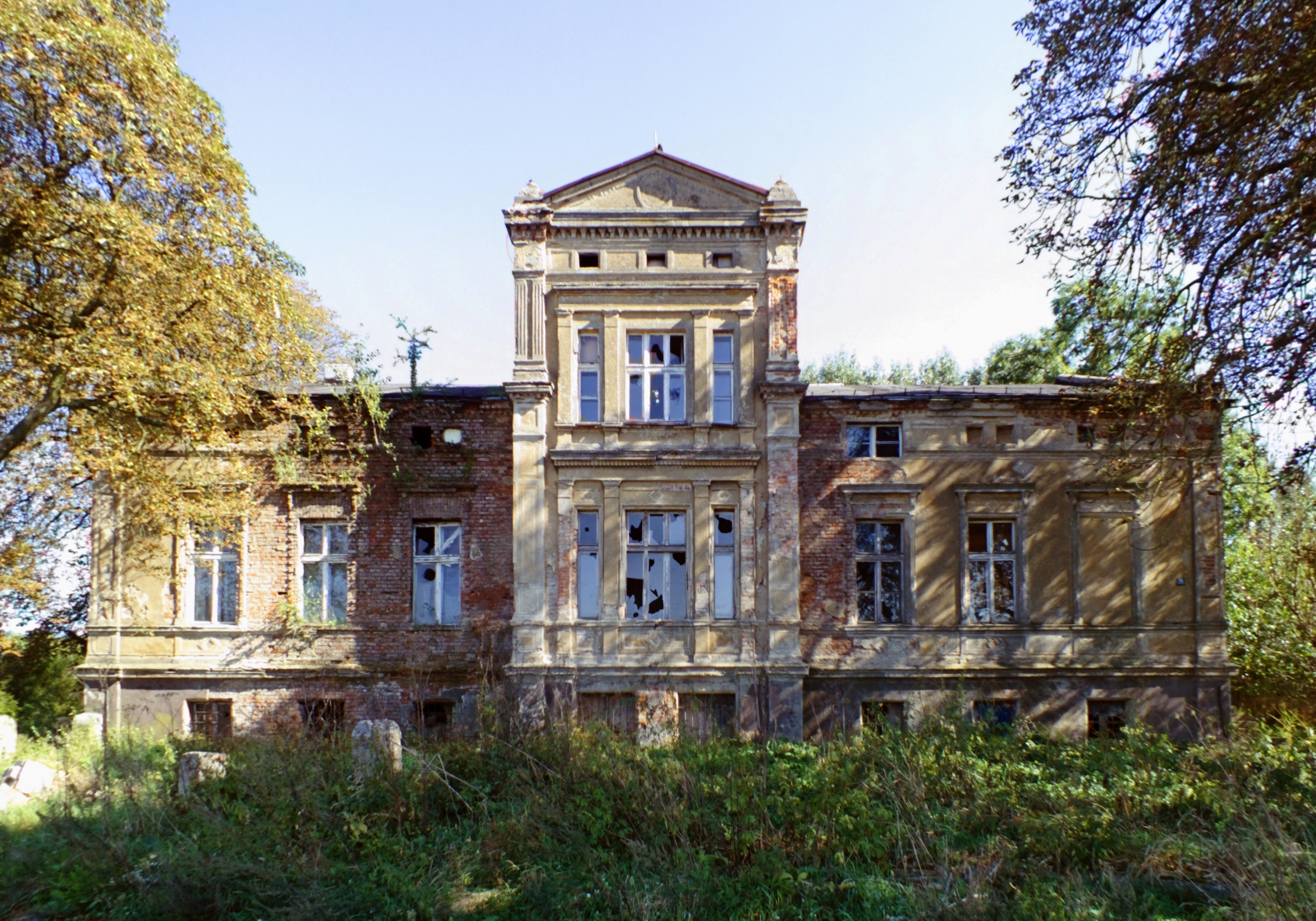
فاوکووو

فاوکووو (به لهستانی:  Fałkowo) یک روستا در لهستان است که در گمینا ووبووو واقع شده‌است.